# Contestation à Djibouti en 2011
La contestation à Djibouti en 2011 prend forme le 28 janvier 2011. Elle s'inscrit dans le contexte révolutionnaire dans les pays arabes durant le mois. Comme lors de la révolution tunisienne et de la révolution égyptienne, les manifestants demandent plus de libertés et de démocratie, ainsi qu'un meilleur respect des droits de l'homme. Au moins deux morts sont à déplorer, et le nombre de blessés n'est pas encore déterminé.

## Contexte
Malgré une forte croissance économique, due à sa position stratégique à l'entrée de la mer Rouge qui vaut au pays l'installation de bases militaires française, américaine et japonaise, la population reste pauvre (42 %), le chômage reste élevé (60 %) et l'alphabétisation est à la peine (73 %).
Le président de la République, Ismaël Omar Guelleh, occupe cette fonction depuis 1999 , mais il exerce des responsabiités importantes depuis l'indépendance en 1977. Il est tenu par l'opposition comme responsable des problèmes du pays.

## Manifestations
Des manifestations d’étudiants ont lieu les 5 et 6 février. Le vendredi 18 février, des manifestations réclamant le départ du dictateur donnent lieu à de violents affrontements. Les manifestants se rassemblent au stade Gouled à l'appel de l’Union pour l'alternance démocratique (UAD), coalition de l'opposition dont un dirigeant, Ismaël Guedi Hared (UDJ), est arrêté par la police, puis libéré. Les affrontements entre étudiants et police se poursuivent le 19 février dans le quartier de Balbala . La répression fait deux morts selon le pouvoir, cinq selon les opposants. Plus de 80 manifestants sont jugés, et 25 condamnés.
Selon l'opposition et la Fédération internationale des droits de l'homme (FIDH), neuf opposants politiques ont également été arrêtés, sept membres de l'Union pour l’alternance démocratique ainsi que les responsables de la Ligue djiboutienne des droits de l'homme (LDDH), Farah Abadid Heldid et Jean-Paul Noël Abdi .
Par la suite, les manifestations et rassemblements sont interdits. Les membres de l'ONG Démocratie internationale présents à Djibouti sont expulsés.